# Romagne-sous-Montfaucon
Romagne-sous-Montfaucon è un comune francese di 201 abitanti situato nel dipartimento della Mosa nella regione del Grand Est.

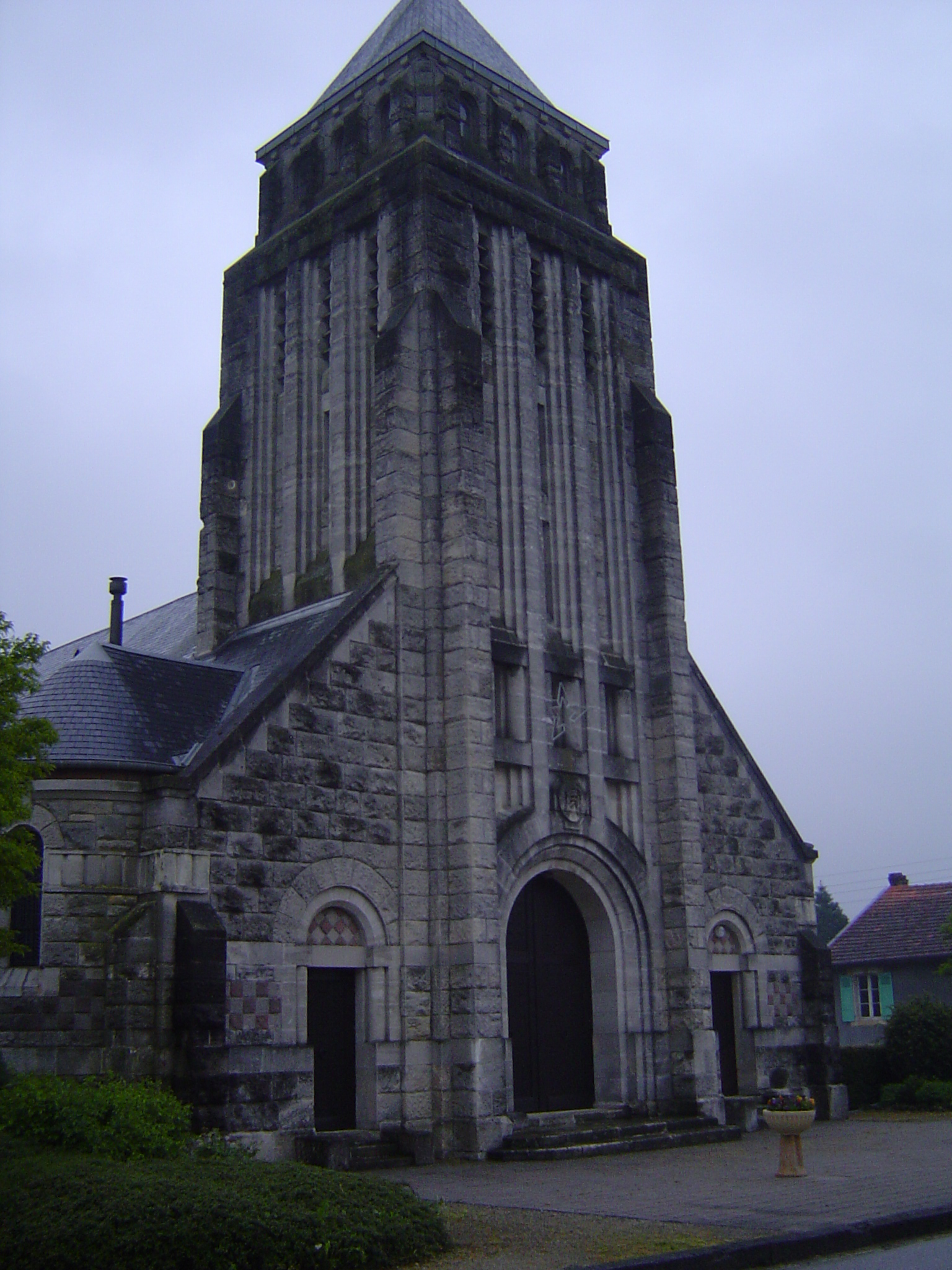
La chiesa

## Società

### Evoluzione demografica
Abitanti censiti